# Иностранные контрактные рабочие в ГДР
Иностранные контрактные рабочие привлекались в ГДР с 1960-х годов для работы в отраслях экономики, испытывавших значительную нехватку кадров, например, в лёгкой промышленности или в производстве потребительских товаров. Рабочие имели ограниченные во времени контракты (как правило, от двух до шести лет), по истечении которых они возвращались на родину.

## История
После образования ГДР в 1949 году до постройки Берлинской стены в 1961 году из советской зоны оккупации, а затем из ГДР на территорию ФРГ перебралось более 3,4 миллионов человек. Стремительный отток рабочей силы повлёк за собой значительную нехватку кадров.
С 1960-х годов ГДР стала привлекать рабочую силу из-за границы. Межгосударственные соглашения были заключены со многими социалистическими странами: Польшей, Венгрией, Мозамбиком, Северным Вьетнамом, Анголой, Кубой, Никарагуа, Народной Демократической Республикой Йемен, КНДР, Китаем. В ГДР проводилось обучение рабочих, и после завершения контракта они возвращались на родину, получив образование в ГДР. Иностранные рабочие выполняли, как правило, менее квалифицированную и более рутинную работу, не привлекательную для жителей ГДР. С 1980 года большинство иностранных рабочих стали составлять вьетнамские женщины, привлечённые на работу в текстильной промышленности.
Большинство иностранных рабочих проживали в городских агломерациях Карл-Маркс-Штадта, Дрездена и Эрфурта. На время нахождения в ГДР иностранные рабочие размещались в закрытых общежитиях, как правило организованных работодателями, и были практически изолированы от внешнего мира. Продление контрактов или сопровождение семей не предусматривались. Внезапная беременность влекла разрыв контракта и немедленную отправку на родину. Депортация грозила и в случае невыполнения положенных производственных норм или нарушения «социалистической рабочей дисциплины».
Общее число контрактных рабочих в ГДР в 1981 году составляло 24 тысячи человек, к 1989 году — около 94 тысяч человек, из них около двух третей составляли граждане Вьетнама. После объединения Германии правительство ФРГ предпочло расторгнуть имевшиеся контракты и отправить бывших контрактников на родину. Лишь некоторым из них удалось получить разрешение на работу в ФРГ.